# Нурини Кассим
Нурини Кассим (малайск.  Nurini Kassim; р. 1964) — экономист, Генеральный директор Национального информационного агентства Малайзии «Бернама» с 1 января 2019 г.

## Краткая биография
Окончила в 1985 г. Оксфордский университет Брукса по специальности компьютерная техника и экономика, а в 1994 г. магистратуру Университета Халла (Англия).
Около 20 лет работала в области менеджмента в различных сферах, включая государственные учреждения и частные компании: в 1990—1994 — консультант по проектам в компании Hewlett-Packard Sales Malaysia, в 1994—1997 гг. — менеджер по маркетингу компании Sapura Systems Malaysia, в 1997—1999 — менеджер по маркетингу компании Informix, в 1999—2000 — директор компании IT Practice Edelman . В 2000 −2015 гг. работала в Малайзийской комиссии по ценным бумагам на различных должностях, в том числе помощником генерального директора. В 2015—2018 гг. возглавляла департамент корпоративных вопросов в Накопительном фонде трудящихся.
1 января 2019 назначена генеральным директором агентства «Бернама» на двухлетний срок, став первой женщиной на этом посту.
На первой встрече с сотрудниками агентства она заявила, что одним из важных направлений его деятельности должна быть борьба с фейковыми новостями.